# Československá socialistická republika
Československá socialistická republika (ČSSR) byl oficiální název Československa od 11. července 1960 do 29. března 1990. Dne 11. července 1960 byla přijata Ústava Československé socialistické republiky, nahrazující Ústavu 9. května z roku 1948. Název státu změnila z dosavadního Československá republika na Československá socialistická republika. Tento název již vydržel po zbylé trvání komunistického režimu v Československu a ještě několik měsíců poté, co režim padl následkem sametové revoluce zahájené 17. listopadu 1989. V důsledku porevolučního vývoje byl název státu změněn ústavním zákonem Federálního shromáždění ze dne 29. března 1990 „O změně názvu Československé socialistické republiky“ na Československá federativní republika.
Ze státoprávního hlediska prodělala ČSSR během svého trvání hlubokou změnu v důsledku Pražského jara roku 1968: v říjnu toho roku Ústavní zákon o československé federaci stát s účinností k 1. lednu 1969 změnil na federaci skládající se z České socialistické republiky a Slovenské socialistické republiky. Federalizace se tehdy ovšem do názvu společného státu nepromítla – to se stalo až roku 1990, kdy již federace začala směřovat ke svému zániku.
Z hlediska periodizace dějin Československa nejsou vložení slova „socialistický“ do názvu státu ani jeho odstranění o necelých 30 let později příliš významnými zlomy. V obou případech šlo spíše o dodatečné stvrzení předchozího vývoje, takže do názvu státu se promítla politická změna, která nastala již předtím. Socialismus v názvu republiky upomínal na konsolidaci komunistického režimu, která proběhla na přelomu 40. a 50. let 20. století, tedy v letech po „Vítězném únoru“, jak převrat z roku 1948 nazývali sami komunisté; a odstranění tohoto slova bylo terminologickou tečkou za sametovou revolucí, jež tento režim svrhla.

## Politický systém

### Státní orgány
Československá socialistická republika byla socialistický stát s vládou jedné strany. Komunistická strana Československa měla podle Ústavy vedoucí úlohu. Hlavou státu byl prezident republiky. Nejvyšším orgánem státní moci a zákonodárným sborem bylo Národní shromáždění Československé socialistické republiky. Od 1. ledna 1969 bylo Federální shromáždění zákonodárným sborem československé federace. Výkonnou moc měla vláda.

### Soudnictví
Moc soudní vykonávaly volené soudy.

### Národní výbory
Národní výbory byly orgány státní správy na úrovni obce, města, městského obvodu, okresu a kraje.

### Slovenská národní rada
Zvláštní postavení měla Slovenská národní rada, která byla zákonodárným sborem Slovenska. Od 1. ledna 1969 byla Slovenská národní rada zákonodárným sborem Slovenské socialistické republiky.

## Předsedové vlád a vlády
- Viliam Široký (1960–1963)
  - Třetí vláda Viliama Širokého
- Jozef Lenárt (1963–1968)
  - Vláda Jozefa Lenárta
- Oldřich Černík (1968–1970)
  - První vláda Oldřicha Černíka
  - Druhá vláda Oldřicha Černíka
  - Třetí vláda Oldřicha Černíka
- Lubomír Štrougal (1970–1988)
  - První vláda Lubomíra Štrougala
  - Druhá vláda Lubomíra Štrougala
  - Třetí vláda Lubomíra Štrougala
  - Čtvrtá vláda Lubomíra Štrougala
  - Pátá vláda Lubomíra Štrougala
  - Šestá vláda Lubomíra Štrougala
- Ladislav Adamec (1988–1989)
  - Vláda Ladislava Adamce
- Marián Čalfa (1989–1990)
  - Pověřen řízením ve vládě Ladislava Adamce
  - První vláda Mariána Čalfy